# Auf einem Bahnsteig
Auf einem Bahnsteig ist ein Kurzdokumentarfilm von Kurt Tetzlaff von 1957. Er war der erste DDR-Studentenfilm, der einen  Preis in einem westlichen Land gewann.

## Inhalt
Gezeigt wird ein Bahnsteig am S-Bahnhof Ostkreuz in Berlin am späten Nachmittag eines Werktages.
Er beginnt mit dem Ein- und Abfahren einer S-Bahn, in die noch ein Mann springt.
Männer mit Schiebermützen lehnen an einer Wand, trinken ihr Feierabendbier, unterhalten sich und schauen Frauen nach. Mädchen ziehen Lippenstift in einer Telefonzelle nach. Zwei Jungen stehlen an einem Kiosk  leere Pfandflaschen, eine Frau sortiert ihre Einkaufstaschen um. Mit der Einfahrt des nächsten Zuges endet die Filmsequenz.

## Hintergründe
Der 24-jährige Kurt Tetzlaff studierte seit 1955 an der neu gegründeten Hochschule für Filmkunst in Potsdam-Babelsberg Regie, sein Kommilitone Manfred Hildebrandt Kamera.
Auf einem Bahnsteig war eine filmische Übung im 2. Studienjahr.
Sie war stilistisch an den italienischen Neorealismus (Rossellini, Pasolini)  und die französischen Vorläufer der Nouvelle Vague (Clair, Duvivier, Cocteau) angelehnt, deren Filme sie in der Filmbühne am Steinplatz in West-Berlin  gesehen hatten. Aus Fahrraddiebe (1948) von Vittorio de Sica wurden offenbar der Handlungsort Bahnhof,  die zeitliche Rahmung  und das Motiv des kleinen Diebstahls übernommen. Der studentische Film Auf dem Bahnhof strebte eine ästhetische Ausrichtung an, im Gegensatz zu den damals in der DDR vorherrschenden agitatorisch-erzieherischen Dokumentarfilmen. Als Stummfilm verzichtete er auch   auf eine erklärende Kommentarstimme.
Kurt Tetzlaff hatte den Bahnsteig in Ostkreuz an mehreren Tagen vorher beobachtet und einige Fahrgäste gebeten, zum Drehtermin zu kommen, ebenso einige Kommilitonen. Der Film enthielt also einige gespielte Elemente, die aber kaum als solche zu erkennen sind.
Auf einem Bahnsteig traf in der Hochschule bei den Lehrkräften auf einiges Missfallen. Er wurde aber auf einem Studentenfilmfestival  in Wien gezeigt und erhielt dort einen Preis, als erster DDR-Studentenfilm in einem westlichen Land.

## Auszeichnung und Ehrungen
- 1959 Internationales Filmfestival der Studenten, während der VII. Weltfestspiele in Wien, 2. Preis
- 2018 Babelsberger Freiheiten, DVD, als chronologisch erster von  19 herausragenden Studentenfilmen aus Babelsberg bis 1990

## Rezeption
Die Filmhistorikerin Ilka Brombach kennzeichnete den Film 2018 folgendermaßen:

„Seine offene Dramaturgie und das Interesse am Alltäglichen und an den einfachen Leuten machen Tetzlafs Filmübung zum Vorboten der Erneuerungen im DEFA-Dokumentarflm, die in den 1960er Jahren stattfnden werden.“